# Impossibilità sopravvenuta
L'impossibilità sopravvenuta è causa di estinzione dell'obbligazione normata dagli artt. da 1256 a 1258 del Codice civile italiano.
L'estinzione dell'obbligazione si realizza quando l'impossibilità è:
- sopravvenuta, deve verificarsi dopo che è sorta l'obbligazione;
- oggettiva, l'adempimento deve essere divenuto impossibile per sé stesso, indipendentemente dalle condizioni personali e/o patrimoniali del debitore;
- assoluta, l'impedimento non può essere superato con nessuna intensità di sforzo;
- non imputabile, l'impedimento non deve derivare da dolo o colpa del debitore; tale requisito deve essere apprezzato rispetto all'impossibilità e non direttamente rispetto alla non attuazione del rapporto. Se l'impossibilità deriva da causa imputabile al debitore, l'obbligazione sopravvive ma il contenuto muta in una prestazione risarcitoria;
- definitiva, non idonea a cessare nel corso del tempo. Se l'impossibilità è solo temporanea, il debitore non è responsabile del ritardo ma è tenuto comunque ad adempiere all'obbligazione.

## Osservazioni
La norma in commento costituisce il correlato necessario della norma di cui all'art. 1218 del Codice civile. Assumendo, infatti, che la nozione di "impossibilità sopravvenuta non imputabile" sia costante nel nostro ordinamento (e ciò non è da tutti condiviso), mentre l'art. 1218 stabilisce quali siano le conseguenze quando la fattispecie in parola non si perfeziona (e contestualmente manca l'adempimento), gli artt. 1256 e seguenti dispongono le diverse conseguenze nell'ipotesi opposta.
È da notare che l'ordinamento non precisa mai i caratteri dell'impossibilità; è perciò opera della dottrina la tesi secondo cui questa deve essere oggettiva e assoluta. Anzi, secondo taluni, l'impossibilità che produce l'estinzione del rapporto (e che dunque scrimina anche la mancata attuazione dell'obbligazione) è sufficiente che sia anche soltanto soggettiva e relativa. 
L'impossibilità è soggettiva quando l'impedimento affligge almeno il solo debitore; è relativa quando non può essere vinta con uno sforzo di media diligenza (e dunque con uno sforzo maggiore potrebbe essere superata).
In realtà l'affermazione si basa sul timore che assumendo una nozione più rigorosa di impossibilità il debitore sia costretto ad adempiere anche oltre ciò che è previsto o prevedibile dall'economia del contratto. 
A ciò si obietta che l'intero assetto negoziale deve essere tenuto in conto, a monte, per la esatta determinazione del contenuto delle obbligazioni e che l'impossibilità (assoluta e obiettiva) deve essere apprezzata rispetto a quel contenuto e non, astrattamente, rispetto al risultato comunque conseguibile.
Sovente si afferma che l'impossibilità in parola debba essere anche totale. Invero un'impossibilità parziale non presenta problemi logico-sistematici diversi da quelli peculiari all'ipotesi maggiore. In caso di impossibilità parziale l'obbligazione si "riduce" a ciò che residua, e ciò vale anche in caso di semplice deterioramento della prestazione (si veda, al riguardo, l'art. 1257, commi 1 e 2, del Codice civile).
Da ultimo, gli artt. da 1218 a 1256 del Codice civile governano la sorte della singola obbligazione in caso di impossibilità sopravveniente. Per stabilire la sorte di un eventuale contratto fonte dell'obbligazione trova applicazione l'art. 1463 del Codice civile secondo cui simul stabunt vel simul cadent: e infatti se l'obbligazione estinta per impossibilità è sinallagmatica ad altra prestazione, anche questa ne viene travolta.